# AptX
aptX（原名apt-X）是高通目前拥有的一系列专有音频编解码器，可用於数字音频数据缩减技术中。

## 历史
最初的aptX算法是在20世纪80年代由Stephen Smyth博士开发的，这也是他在贝尔法斯特女王大学的电子电气工程和计算机科学学院博士研究的一部分。 aptX的设计基于时域和自适应差分脉码调制原理，并没有使用心理声学或掩蔽效应技术。
aptX音频编码首先作为半导体产品引入商业市场，并在最初作为DSP集成电路的定制程序由自动化广播设备的制造商采用，部件名称为APTX100ED。设备制造商需要在电台的硬盘驱动器上存储CD质量的音频，以便在广播节目中自动播放，从而替换唱片骑师的任务。
自从20世纪90年代初期商业化推出以来，用于实时音频数据压缩的aptX编解码器的使用范围不断扩大，aptX以固件和可编程硬件的形式出现在专业音频、广播和消费电子产品等领域，特别是在无线音频或用于游戏和视频的低延迟无线音频以及IP音频中。 此外，还可以使用aptX编解码器代替Bluetooth SIG强制执行的SBC有损立体声/单声道音频流子带编码方案和高级音频传输配置文件（蓝牙的短距离无线个人区域网络标准A2DP）。现如今，很多高性能蓝牙外设都支持aptX。
目前, 来自众多广播设备制造商的ISDN和IP音频编解码器硬件都使用了 aptX 和 Enhanced aptX (E-aptX) ，包括 APT WorldCast Systems, Tieline 科技, AVT, Harris Corporation, BW Broadcast, Digigram, MAYAH, Prodys, 和 Qbit。 在2007年推出的aptX Live甚至能够提供高达8:1的压缩比率; aptX-HD是一种有损可扩展的自适应“接近无损”质量音频编解码器，于2009年4月发布
aptX原名叫apt-X，CSR在2010年将其收购后，才将名称更改为aptX 。随后，CSR于2015年8月被高通收购。

## aptX
aptX音频编解码器主要用于消费和汽车无线音频等领域，特别是通过蓝牙A2DP连接，实现“有源”设备（如智能手机，平板电脑或笔记本电脑）和便携式附件（例如蓝牙立体声扬声器，耳机）之间的实时流式有损立体声音频传输。要使用该技术，发射机和接收机必须同时支持aptX，才能在蓝牙标准规定的默认子频带编码（SBC）上获得aptX音频编码的音频优势。 这类设备经过互操作性认证，通常带有CSR aptX徽标。

## Enhanced aptX
Enhanced aptX（E-aptX 或 增强型aptX）可以提供专业音频广播的4：1压缩比率编码，适用于AM，FM，DAB，高清广播和5.1音频。 E-aptX 可以同时处理多达4个立体声AES3音频并压缩为1个AES3流进行传输。 E-aptX 支持16-bit, 20-bit 或 24-bit 位深度。对于 16-bit 音频，最大采样率可达 48kHz。E-aptX 能提供的比特率为 384 kbit/s(双声道), 767 kbit/s (四声道), 1024 kbit/s (5.1声道), 和 1.28 Mbit/s (5.1 声道加立体声). 最低支持单声道 16-bit位深度 15kHz采样率 60kbit/s比特率 7.5kHz响应频率音频，这低于宽带电话编解码器的响应频率（通常以16 kHz采样率运行）。

## aptX Live
aptX Live是一款低复杂度的音频编解码器，专门设计为在带宽受限的场景中实现数字无线麦克风信道密度最大化，例如现场表演、节目制作或特殊活动。基于设备（无线麦克风，入耳式监听，对讲系统）的无线电频谱效率正在成为运营主要的考虑因素。 aptX Live可以在保持声音完整性（大约120 dB动态范围）的同时，提供高达8比1的24位深度数字音频流压缩，并确保在48 kHz采样率下延迟约为1.8 ms。 另外，aptX Live还具有在误码率（BER）过高的情况下稳定连接的技术。

## aptX-HD
aptX-HD 提供最高 576 kbit/s 比特率. 最高支持24bit位深度 48kHz采样率的音频传输，与名称不同，人们仍然认为编解码是有损耗的 然而，它允许针对平均或峰值数据压缩速率必须在受限水平上限的应用的“混合”编码方案。 这涉及对那些由于带宽限制而无法完全无损编码的音频段进行“近无损”编码。 “近无损”编码可保持高清音频质量，提供高达20 kHz的音频频率和至少120 dB的动态范围。 其主要竞争对手是索尼开发的LDAC。
aptX-HD中的另一个可扩展参数是编码延迟。 它可以与其他参数（如压缩级别和计算复杂度）进行动态交互。 根据其他可配置参数的设置，对于48 kHz采样音频，aptX-HD编解码器的延迟可缩放至1 ms。 aptX-HD在编码延迟要求很小（例如5毫秒或更小）时相比其他无损编解码器表现特别出色，因此特别适合延迟敏感的交互式音频应用。
与众所周知的有损编解码器相比，如MP3和AAC，无损编解码器都具有较低的计算开销。 这对于在低功耗移动设备上运行的深度嵌入式音频应用程序尤其重要。 aptX-HD為了克服這個問題，通过为每个音频短片段动态选择最简单的编码函数，同时符合其他操作约束条件（如压缩和编码延迟等级），降低了计算开销。 根据其他可扩展参数的设置，aptX-HD可以在现代RISC CPU上使用每秒一千万条指令编码一个48 kHz的16位立体声音频流与信号处理扩展名。 相应的解码器在同一平台上仅代表6 MIPS。
用户元数据和特殊同步数据可以以可配置的速率并入压缩流。 后者允许在服务质量（QoS）快速变化的通信链路上发生数据损坏或丢失的情况下快速解码器重新同步。 根据参数的设置，解码器重新同步可以1-2毫秒内完成。

## aptX 低延迟
aptX 低延迟（aptX Low Latency, aptX ll） 适用于需要使用蓝牙A2DP音频配置文件标准将立体声音频通过短距离无线电传输至听众的舒适音频 - 视频同步的视频和游戏应用。 该技术通过蓝牙提供32 ms的端到端延迟。 相比之下，标准蓝牙立体声的延迟因系统实施和缓冲而有很大不同。 使用标准SBC编码/解码的解决方案可实现小于40 ms的端到端延迟。 广播电视中音频到视频同步的推荐等待时间在+40毫秒和-60毫秒（视频之前/视频之后）之内。